# Приполярний
Приполя́рний (рос. Приполярный) — селище у складі Березовського району Ханти-Мансійського автономного округу Тюменської області, Росія. Адміністративний центр та єдиний населений пункт Приполярного сільського поселення.
Населення — 1066 осіб (2017, 1305 у 2010, 1162 у 2002).
Національний склад станом на 2002 рік: росіяни — 69 %.